# ABB
Az ABB-csoport (eredetileg Asea Brown Boveri) egy svéd-svájci multinacionális villamosmérnöki vállalat, mely jelen van az energiaellátás és az automatizálás terén. Az ABB-csoport leányvállalatai összesen mintegy 105 000 embert foglalkoztatnak, 100 országban.

## Története
Miután tanulmányozta a Németországban és Angliában kifejlesztett új elektromos világítási rendszert, Ludvig Fredholm (1830-1891), Göran Wenströmmel (1857-1927) és annak bátyjával, Jonas Wenströmmel (1855-1893) közösen megalapította 1889-ben az Elektriska Aktiebolaget i Stockholm céget. Ennek, a Wenströms & Granströms Elektriska Kraftbolag-gal való egyesülése nyomán, 1890-ben megalakult az Allmänna Svenska Elektriska Aktiebolaget (ASEA). A vállalat kulcsfontosságú szerepet játszott a svéd ipar fejlődésében, mivel lehetővé tette a villamos áram nagy távolságokra való szállítását, és így az északi részek (Norrland) olcsó vízenergiáját lehetett használni a délen található ipari központokban.
A Brown Boveri céget a svájci Badenben alapította 1891-ben Charles Eugene Lancelot Brown és Walter Boveri.
1988-ban az ASEA és Brown Boveri egyesülése folytán létrejött az ABB (Asea Brown Boveri Ltd.), a világ egyik legnagyobb vállalata az elektromos energia területén. A következő években több vállalatot vásároltak fel, köztük az Elsag Bailey Process Automation céget, és ugyanakkor eladták az atomenergia, villamosenergia-termelés és a vasúti tevékenységeket.
2017-ben a Karlskronában működő High Voltage Cables üzemet megvásárolta az NKT Cables dán cég.

## Az ABB ma
Az ABB központja a svájci Zürichben van. Svédországban 8950 alkalmazottuk van, 35 helyen. Ebből mintegy 4100 Västeråsban és 2600 Ludvikában dolgozik. Ezen kívül jelentős tevékenysége van például a németországi Mannheimben.

## Divíziók
- Energetika
- Robotika
- Ipari automatizálás
- Hajtás

## Az ABB Magyarországon
A cégcsoport magyarországi vállalata, az ABB Kft,1991-ben alakult, és közel 400 alkalmazottat foglalkoztat. Az ABB mind a négy részlegének van magyarországi képviselete.

## Ügyvezető igazgatók
- 1988–1996: Percy Barnevik
- 1996–2000: Göran Lindahl
- 2001–2002: Jörgen Centerman
- 2002–2004: Jürgen Dormann
- 2005–2008: Fred Kindle
- 2008: Michel Demaré (ideiglenes)
- 2008–2013: Joseph M. Hogan
- 2013–2020 : Ulrich Spiesshofer
- 2020–2024 : Björn Rosengren
- 2024– Morten Wierod

## A vezetőségi tanács elnökei
- 1988–1996: Peter Wallenberg
- 1996–2001: Percy Barnevik
- 2001–2007: Jürgen Dormann
- 2007–2015 : Hubertus von Grünberg
- 2015– : Peter Voser